# LaC TV

Logo italské regionální televize LaC TV v roce 2021

LaC TV je italská regionální televizní stanice se sídlem ve Vibo Valentia. Vysílá 24 hodin denně, 7 dní v týdnu. Cílovou skupinou rádia jsou především mladí lidé.
Televizní síť, původně navržená jako Rete Kalabria, byla založena Franco Iannuzzim v listopadu 1987 ve Vibo Valentia pomocí Tele televizní studia v roce 2000, působící v 1977-1983. V roce 1990 byla dceřinou společností Amica 9 - Telestar, v roce 1992 byla společnost sídlo retekalabria srl.
20. října 2014 byla zrekonstruována a změnila svůj název na LaC.
15. listopadu 2014, jako první v Kalábrii, začala vysílat v HD.